# سكوت مكنيري
سكوت مكنيري (بالإنجليزية: Scoot McNairy)‏ مواليد 11 نوفمبر 1977 في دالاس، هو ممثل ومنتج أمريكي بدأ مسيرته الفنية عام 2001.

## الأعمال
- بلا توقف
- هيربي: فولي لوديد
- ستة أقدام تحت الأرض
- كيف قابلت أمكما
- بونز
- اسمي إيرل
- الدرع
- سي اس آي: التحقيق في موقع الجريمة
- قتلهم بلطف
- 12 سنة عبد
- القرصان
- باتمان ضد سوبرمان : فجر العدالة
- بدون نوم

## وصلات خارجية
- سكوت مكنيري على موقع IMDb (الإنجليزية)
- سكوت مكنيري على موقع ألو سيني (الفرنسية)
- سكوت مكنيري على موقع ميوزك برينز (الإنجليزية)
- سكوت مكنيري على موقع أول موفي (الإنجليزية)
- سكوت مكنيري على موقع قاعدة بيانات الأفلام السويدية (السويدية)
- سكوت مكنيري على موقع ديسكوغز (الإنجليزية)
- سكوت مكنيري على موقع قاعدة بيانات الفيلم (الإنجليزية)
- سكوت مكنيري على موقع كينوبويسك (الروسية)
- سكوت مكنيري على موقع كينوبويسك (الروسية)